# 科秋爾任齊 (克拉西利夫區)
49°35′41″N 26°51′47″E / 49.59472°N 26.86306°E
科秋爾任齊（烏克蘭語：Котюржинці）是位於烏克蘭西部的村莊，由赫梅利尼茨基州裡赫梅利尼茨基區的扎斯盧奇內市鎮負責管轄。該村處於布佐克河左岸，始建於1444年，面積2.34平方公里，海拔高度288米，2001年人口383。